# Rocco Filippini

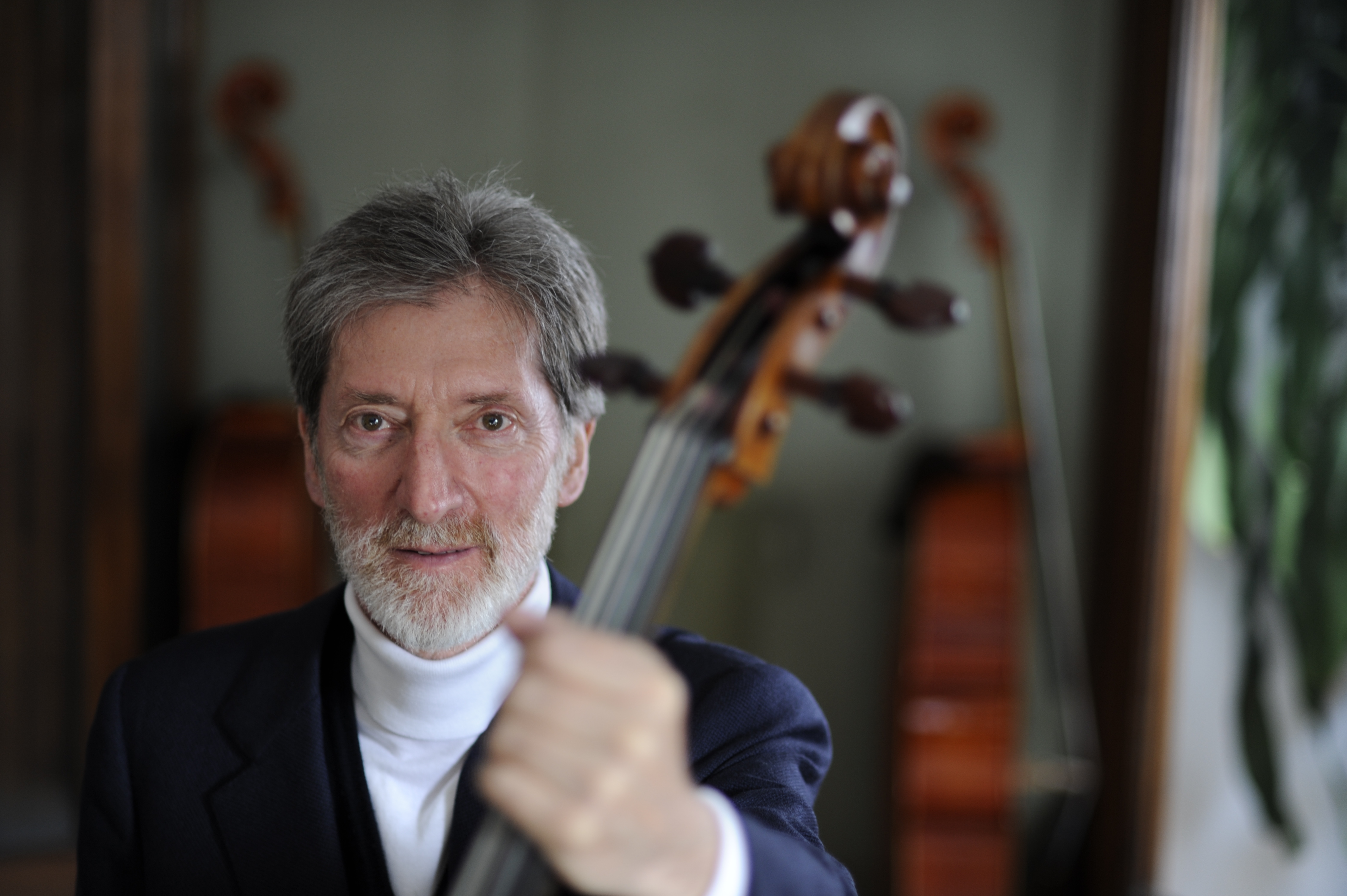
Rocco Filippini (2009)

Rocco Filippini (* 7. September 1943 in Lugano (Schweiz); † 13. April 2021 ebenda) war ein Schweizer Cellist.

## Biografie
Rocco Filippini war Sohn von Felice Filippini, einem Maler, Schriftsteller und Radiosprecher, und Dafne Salati, einer Pianistin. Er begann früh mit seiner musikalischen Ausbildung. Von entscheidender Bedeutung war seine Begegnung mit Pierre Fournier, der zusammen mit Professor Franz Walter vom Genfer Konservatorium sein Lehrer wurde. Dort erhielt Filippini im Alter von 17 Jahren sein Diplom und wurde mit dem Prix de Virtuosité bedacht, einer Auszeichnung, die seit 36 Jahren nicht mehr vergeben worden war. Er vervollkommnete sein Spiel weiter bei seinen Lehrern, zu denen auch der Geiger Corrado Romano gehörte. Im Alter von 23 Jahren gewann er den Internationalen Musikwettbewerb Genf und begann seine Karriere als Musiker.
Mit einem musikalischen Repertoire, das vom Barock bis zu zeitgenössischen Werken reichte, trat Filippini in den wichtigsten Konzertsälen Europas, Nord- und Südamerikas, Australiens und Japans sowie bei zahlreichen bekannten Festivals auf. 1968 gründete er mit Bruno Canino und Cesare Ferraresi das «Trio di Milano», dem sich später die Geigerin Mariana Sîrbu anschloss. Im Jahr 1992 war er Gründungsmitglied des «Quartetto Accardo». Er trat in zahlreichen Konzerten an der Mailänder «Scala» auf, wo er in Recitals mit Cello und Klavier spielte, das Konzert von György Ligeti mit dem «Scala Philharmonic Orchestra» aufführte und an vielen Kammermusikkonzerten teilnahm. Letzteres erfolgte oft in Zusammenarbeit mit Maurizio Pollini, mit dem er mehrere Jahre lang Konzertprogramme in Rom, London, Tokio und New York sowie beim Rossini Opera Festival in Pesaro und bei den Salzburger Festspielen darbot. Bei den Salzburger Festspielen 2002 brachte er Tre Veglie von Fabio Vacchi mit Anna Caterina Antonacci zur Uraufführung, begleitet vom «Orchestre de Paris» unter der Leitung von Iván Fischer.
1979 wurde er zum Professor für Cello am Giuseppe-Verdi-Konservatorium in Mailand ernannt. 2003 wurde er von Luciano Berio eingeladen, den Lehrstuhl für Spezialisierungskurse an der Accademia Nazionale di Santa Cecilia in Rom zu übernehmen. 1985 gründete er zusammen mit Salvatore Accardo, Bruno Giuranna und Franco Petracchi die «Walter-Stauffer-Akademie» in Cremona. Seither hat diese mehr als achthundert junge Saiteninstrumentalisten aus vielen verschiedenen Ländern angezogen; sie wurde im Jahr 2000 mit dem Franco-Abbiati-Musikkritikerpreis ausgezeichnet. Filippini wurde wiederholt von Rudolf Serkin zum «Marlboro Music Festival» und zu der Konzertreihe Music from Marlboro eingeladen.
Einige der führenden Komponisten von heute haben ihm Werke gewidmet: Franco Donatoni, Ala; Luciano Berio, Elaborazione per violoncello e contrabbasso, basierend auf seinen Duetten für zwei Violinen; Giovanni Sollima, The Songlines; Salvatore Sciarrino, Il paese senz’alba. Rocco Filippini spielte die Uraufführung von Sciarrinos Trio no. 2 im Amsterdamer Concertgebouw 1987 und dirigierte 2003 Sciarrinos Cadenzario, aufgeführt vom Giuseppe-Verdi-Orchester aus Mailand.
Rocco Filippini hat für Ricordi Werke aus dem Cellorepertoire folgender Komponisten herausgegeben: Bach Suiten, Popper 40 Studien op. 73, Servais 6 Caprices op. 11 und Piatti 12 Caprices op. 25. Er veröffentlichte Bearbeitungen von Wagners Wesendonck-Liedern und de Fallas Siete Canciones Populares Españolas. Zu seinen zahlreichen Aufnahmen gehören Platten für RCA, Fonè, Nuova Era, Assai, Fonit Cetra Italia, Amadeus, Symphonia, Dynamic usw.
Er spielte das sogenannte Gore-Booth-Rothschild-Cello, gebaut von Antonio Stradivari im Jahre 1710.
Er hatte drei Söhne, darunter den Fotografen Cosimo Filippini. Filippini starb im April 2021 im Alter von 77 Jahren an COVID-19, während der COVID-19-Pandemie in der Schweiz.

## Auszeichnungen und Anerkennungen
- 1967: Preis für den besten Solisten des Jahres, Schweizerischer Musikverein
- 1995: Akademiker der «Accademia Nazionale di Santa Cecilia», Rom[5]
- 2001: Preis der Stiftung «Banca della Svizzera italiana Centenario», für seinen Beitrag zu den kulturellen Beziehungen zwischen der Schweiz und Italien
- 2010: Emeritierter Professor des Mailänder Konservatoriums